# Бојан Бојовић
Бојан Бојовић (Никшић, 1981), познат и као епископ Борис, јесте бивши члан неканонске Црногорске православне цркве, у којој је имао звање епископа. Почетком септембра 2023. Бојовић је организовао „Општецрногорски збор” на којем је изабран за митрополита ЦПЦ на скупу на Цетињу, након чега је убрзо рашчињен, а крајем октобра исте године министарство правде Црне Горе одбија његов захтјев да буде уписан као нови поглавар ЦПЦ.

## Биографија
Бојан Бојовић је рођен у Никшићу 1981. године, у Југославији.
Бојовић је био пет година ипођакон Мираша Дедеића а касније ђакон и свештеник неканонске ЦПЦ од 2006.године.
Кијевску богословску академију је завршио у Златоврхном Михајловском манастиру. Године 2016. примио је монашки чин и добио звање архимандрита у Кијеву.
Звање епископа добио је на Цетињу 2019, уз присуство и благослов Мираша Дедеића и припадника ЦПЦ.
Због оштре реторике усмјерене против устоличења митрополита канонске Српске православне цркве Јоаникија саслушан је у својству грађанина у Основном државном тужилаштву на Цетињу.
Априла 2023. у јавности је објављен телефонски разговор Бориса Бојовића и Мираша Дедеића у којем Бојовић између осталог наводи да ће друге особе са којима има проблем ишклепати и изгорјети те спомиње проблем око несталих пара добијених из Русије.
Пре наводима Мираша Дедеића, он је током августа 2023. године отпочео кампању и лобирање како би обмањујући јавност умјесто њега дошао на чело неканонске ЦПЦ. Дедеић је тада изјавио: Све ове активности Борис Бојовић ради да би прикрио своју неспособност, недјела која је починио у ЦПЦ како би нашао спас. Бојовић је у видео обраћању навео да му се име блати лажима и најавио је кривичне пријаве.

## Покушај проглашења за митрополита
Дана 3. септембра 2023. године организовао је „Општецрногорски збор” на којем је изабран за митрополита Црногорске православне цркве. На скупу у Цетињу прочитана је и одлука да се Мираш Дедеић, са којим је раније био у отвореном сукобу, пензионише, као и да се у канонским црквама рашчињени свештеник Антоније Абрамовић прогласи за „Светог Антонија митрополита црногорског”. Мираш Дедеић је рекао да не признаје овај скуп јер је то био политички митинг, а не верски скуп. Основни суд на Цетињу је 2023. одбио предлог Дедеића да се Бојовићу забрани обављање верске службе у објектима тзв. ЦПЦ.
Синод ЦПЦ је неколико седмица након скупа Бориса рашчинио, односно искључио Бојовића из ЦПЦ. Крајем октобра исте године на Бојовићев захтјев министарство правде Црне Горе је донијело одлуку којом се одбија његов захтјев да буде уписан у регистар вјерских заједница Црне Горе као нови поглавар Црногорске православне цркве, чиме је Дедеић остао на челу ове вјерске организације.
Приликом прославе Бадњег дана 2024. сукобиле су се две фракције ЦПЦ-а, Дедеићева и Бојовићева, а полиција је морала да спречава веће нереде.

## Лични живот
Његов рођак је владика канонске Српске православне цркве епископ Кирило.